# Gergithus lineatus
Gergithus lineatus är en insektsart som beskrevs av Kato 1933. Gergithus lineatus ingår i släktet Gergithus och familjen sköldstritar. Inga underarter finns listade i Catalogue of Life.